# أرون ميلر
أرون ميلر (بالإنجليزية: Chancellor Miller)‏ (و. 1993 – م) هو ممثل، وممثل أفلام، من الولايات المتحدة الأمريكية، ولد في ليكسينغتون، كنتاكي.

## وصلات خارجية
- أرون ميلر على موقع IMDb (الإنجليزية)
- أرون ميلر على موقع ألو سيني (الفرنسية)
- أرون ميلر على موقع قاعدة بيانات الفيلم (الإنجليزية)
- أرون ميلر على موقع كينوبويسك (الروسية)